# Кира-Динжан, Андрей Дмитриевич
Андрей Дмитриевич Кира-Динжан (1884—1960) — русский военно-морской деятель, капитан 1-го ранга, командующий белой Онежской военной флотилией.

## Биография
Родился г. Черновицы в Австро-Венгрии. Отец — Дмитрий Андреевич Кира-Динжан (1824—1899), русский консул в Черновицах, впоследствии — генеральный консул России в Испании.
В 1904 году окончил Морской кадетский корпус в чине мичмана и был зачислен в 19-й флотский экипаж.
12 июня 1904 г. назначен в распоряжение командующего 1-й эскадрой Флотилии Тихого океана, вахтенный офицер транспорта «Лена».
С 1906 г. — вахтенный начальник эсминца «Казанец».
С 1908 г. — лейтенант.
С 1908 г. переведен в Сибирский флотский экипаж.
С 1909 г. минный офицер транспорта «Алеут».
С 1910 г. — переведен в Балтийский флот, исполняющий должность старшего офицера эсминца «Финн».
В 1911 г. временно командующий эсминцем «Внимательный».
С 1912 назначен исполняющий должность старшего офицера эсминца «Стерегущий».
С 1913 г. вахтенный начальник эсминца «Деятельный».
С октября 1913 г. — слушатель в военно-морском отделе Николаевской морской академии (курса не окончил).
В 1914—1915 гг. — вахтенный начальник линкора «Гангут».
С 1915 г. — старший лейтенант.
С октября 1915 г. — старший офицер эсминца «Финн».
В 1916-17 гг. командир эсминца «Разящий».
23 мая 1917 г. назначен на должность начальника 2-го дивизиона сторожевых катеров Балтийского флота.
С июля 1917 г. — капитан 2-го ранга.
С июня 1918 г. — командующий флотилией на Мурмане.
В 1919—1920 гг. — командующий Онежской озерной флотилией Мурманского военного района, капитан 1 ранга
Под командованием А. Д. Кира-Динжана флотилия нанесла ряд поражений красной Онежской флотилии (3 августа 1919 г. атаковал превосходные силы противника, вынудил неприятельские суда выброситься на берег, взял в плен канонерскую «Сильный» и истребитель № 9).
В июле 1920 г. после поражения сил Северной области интернирован в Финляндии, лагерь Лахти.
Летом 1921 г. переехал в Королевство Сербов, Хорватов и Словенцев, затем во Францию.
В 1931 г. возглавил Общество взаимопомощи чинов Онежской флотилии в городе Париже.
С 1959 г. председатель Суда чести при Морском собрании в Париже. Член масонской ложи.
11 апреля 1960 г. скончался после операции в госпитале под Парижем.
Похоронен на кладбище Сент-Женевьев-де-Буа.
Свободно владел английским, французским, испанским и немецким языками.
Написал «Воспоминания начальника Онежской флотилии» (архив общества «Родина»).

## Семья
Жена Нина Дмитриевна (1897—1960)

## Награды
- Светло-бронзовая медаль в память русско-японской войны.
- Орден Святого Станислава 3 степени (1909)
- Орден Святой Анны 3 степени (1913)
- Орден Святого Станислава 2 степени (1916)
- Орден Святого Георгия 4-й степени (1919)[3]